# Daniel Miller
Daniel Miller (Londra, 14 febbraio 1951) è un produttore discografico britannico, fondatore dell'etichetta discografica indipendente Mute Records.

## Biografia
Tra il 1968 ed 1971 studia alla Guildford School of Art. Dagli anni '70 inizia ad interessarsi in maniera approfondita al rock e alla musica sperimentale. Lavora come DJ in Svizzera per un breve periodo prima di tornare in Inghilterra. 
Nel 1978 ha fondato l'etichetta discografica Mute Records per pubblicare un suo brano (T.V.O.D.) realizzato con Robert Rental sotto lo pseudonimo The Normal. Tra le prime band prodotte dall'etichetta vi sono Fad Gadget, Boyd Rice, Cabaret Voltaire e Depeche Mode. Successivamente l'etichetta si concentra su artisti di musica elettronica o rock come Nick Cave, Goldfrapp, Moby, Erasure, Wire e altri. Nel 2002 la Mute è stata acquistata dalla EMI, con Miller che ha mantenuto la direzione artistica della sua label. Nel 2010 la Mute è diventata indipendente e dal 2012 è parte del gruppo BMG Rights Management.

## Progetti musicali

### The Normal
Miller registrò due brani, T.V.O.D. e Warm Leatherette e li pubblicò con il nome d'arte The Normal per demistificare e poter così far aprire i battenti alla sua etichetta Mute Records. Aveva fatto ricerche su come comporre un singolo, così fece delle prove. Non sapendo nulla di vendita o distribuzione, si avvicinò alla Rough Trade Records in Portobello Road, a Londra. Originariamente un punto di riferimento, essa si era espansa in una rete di etichette e di distribuzione. Miller fece un test entrando in un loro negozio per vedere se sarebbero stati interessati ad acquistarne una copia. Il capo della Rough Trade Records Geoff Travis andò sul retro del negozio con Miller e ascoltò Warm Leatherette. Gli piacque immediatamente e lo aiutò così a stampare duemila copie del singolo, distribuito nel maggio 1978 e andato esaurito molto rapidamente. Dopo aver ricevuto il plauso della critica per il progetto, Miller decise di continuare. Aveva dato una mano al Rough Trade Shop quando gli era stata proposta un'offerta di lavoro di suonare dal vivo. Non voleva esibirsi da solo, così decise di formare un piccolo gruppo con un musicista che aveva incontrato di recente, Robert Rental, il cui stile musicale era simile a quello di Miller. L'evento dal vivo fu ispirato dal DJ Colin Faver e includeva pure i Throbbing Gristle e i  Cabaret Voltaire. Dopo quell'evento, Miller e Rental intrapresero un tour, divenendo la band d'apertura dei concerti degli Stiff Little Fingers, ma le loro performance andarono molto male; infatti gli Stiff Little Fingers erano una tradizionale  punk band supportata, lontana dal loro synthpop.

### Silicon Teens
Un'altra delle prime sigle di Mute è stata la band synthpop Silicon Teens, costituita da quattro personaggi immaginari: Darryl (interpretato da  Frank Tovey), Jacki, Paul e Diane. I Silicon Teens sono stati prodotti da Larry Least (ovvero Daniel Miller). Le registrazioni sono state tutte eseguite dallo stesso Miller e prodotte da Eric Radcliffe, che in seguito avrebbe lavorato su molte altre pubblicazioni della Mute.

### Sunroof
Con il produttore dei Depeche Mode Gareth Jones, Daniel Miller pubblicò alcuni remix sotto il nome Sunroof. Il primo fu Oh Yeah, edito nell'antologia remix del 1997 dei Can Sacrilege, seguito da altri di canzoni dei Neu!, Kreidler, Pizzicato Five, Goldfrapp, Faust, MGMT, Charles Wilp, Ellis Island Sound, Future Bible Heroes e To Rococo Rot.

### Mute: A Visual Document
Nel 2017, Miller co-scrisse Mute: A Visual Document (Thames & Hudson) con Terry Burrows. Un libro rilegato riccamente illustrato che racconta in modo dettagliato la storia della Mute Records. È stato eletto "Libro dell'anno" dalle riviste Rough Trade e Electronic Sound.